# Hambüren Challenger 1995
L'Hambüren Challenger 1995 è stato un torneo di tennis facente parte della categoria ATP Challenger Series nell'ambito dell'ATP Challenger Series 1995. Il torneo si è giocato a Hambüren in Germania dal 13 al 19 febbraio 1995 su campi in sintetico indoor.

## Vincitori

### Singolare
Ján Krošlák ha battuto in finale  Chris Wilkinson con il punteggio di 7–6, 6–3

### Doppio
Bret Garnett /  T. J. Middleton hanno battuto in finale  Brent Larkham /  Chris Wilkinson con il punteggio di 6–2, 3-0